# 北畠守親
北畠 守親（きたばたけ もりちか）は、南北朝時代の公卿・武将。右大臣北畠顕信の次男。南朝に仕え、父を継いで陸奥国司に任じられたが、事績には不明な点が多い。また、浪岡北畠氏の庶流川原御所・川原氏の祖とも伝えられる。

## 経歴
正平10年/文和4年（1355年）奥州国司に任じられたと『桜雲記』『七巻冊子』にあるが、『相馬文書』などの検討によると、正平6年/観応2年（1351年）既に北畠顕信から某へ国司交替が認められるので、この新国司を守親に比定するのが古来通説である。新国司は、正平7年/観応3年（1352年）初めには宇津峰城にいたと思われ、閏2月武蔵野合戦の新田軍を支援すべく奥州勢を率いて白河関まで南下し、先鋒を宇都宮公綱勢と合わせて進軍させた。しかし、3月に足利尊氏の命を受けた結城朝常に撃退されたため、南下作戦は失敗し、顕信と相前後して宇津峰に帰陣。正平8年/文和2年（1353年）5月吉良貞家の攻撃で城が陥落すると、宇津峰宮を奉じて顕信と出羽（庄内地方か）に逃れたらしい。
その後の戦歴は史料に明らかでないが、近世の俗書によれば、正平13年/延文3年（1358年）または正平16年/延文6年（1361年）敗れて海路で南朝に帰参した後、大和宇陀郡に止住した。官途は近衛中将や権中納言を経て、天授2年/永和2年（1376年）大納言に任じられるも、天授6年/康暦2年（1380年）父の喪に遭い辞職したという。。
元中9年/明徳3年（1392年）南北朝合一の際、後亀山天皇に供奉して入洛した南朝廷臣の一人「土御門前大納言」（『南山御出次第』）とは守親のことであるか。また、応永18年（1411年）3月の年紀を持つ宇太水分神社（奈良県宇陀市）旧蔵の梵鐘銘には、寄進者6人の中に「源守親」の名が見えることから、守親が当時なお宇陀に存命していたとの解釈もあるが、村田正志はこの比定を誤りと断じている。従って、守親に関する確実な史料は『新葉和歌集』に入集した和歌3首しかない。
子の親能（弟の親統とも）は戦禍を逃れて陸奥浪岡（浪岡）に入部し、その子孫は川原御所に居住したと伝えられるが、歴代城主が不明なこともあり、宗家浪岡御所の系譜と混淆して識別困難である。近世には長慶天皇の潜幸伝説に付会した解釈も生まれ、南部藩泉山家の記録によれば、守親自身が建徳年間に浪岡に拠り、文中2年（1373年）長慶上皇を浪岡城に迎え入れたという。現在、川原御所跡南東の「さぎ森」には、守親の墓と伝えられる五輪塔（青森市指定文化財）が残る。